# Tobiolo e l'angelo (Savoldo)
Tobia e l'angelo è un dipinto a olio su tela (96x126 cm) di Giovanni Gerolamo Savoldo, databile al 1527 circa e conservato nella Galleria Borghese.

## Descrizione e stile
Secondo la Bibbia, l'arcangelo Raffaele aiutò il giovane Tobiolo durante un pericoloso viaggio, finché non ottenne l'antidoto per guarire la cecità del padre, dalle viscere di un pesce che aveva cercato di morderlo durante l'attraversamento di un fiume. Savoldo rappresentò il momento culmine in cui l'angelo indica al giovane di catturare il pesce, mentre il cagnolino che li accompagnò si trova acciambellato in basso a destra.
L'artista si concentrò su alcuni dettagli della sua poetica, come il trattamento del panneggio con bagliori argentei, evidentissimi soprattutto nella veste dell'angelo che appare come bagnata, e nei dettagli derivati dall'osservazione naturalistica, come la luce che trapassa le fronde, o la particolare sensibilità atmosferica delle nubi che velano il paesaggio in lontananza. L'intonazione sentimentale invece rimanda ai pacati toni pastorali di Giorgione. Fisicamente l'angelo dai capelli lunghi e dai tratti delicati ricorda da vicino quello di Tiziano nel Polittico Averoldi, dipinto pochi anni prima per una chiesa di Brescia.
Nel giovane inginocchiato l'artista pose tutto quel realismo immediato tipico dei maestri del Rinascimento bresciano, di cui faceva parte, soprattutto nelle carni così vive e sanguigne o nella posa naturale che non esita a mettere in ombra il volto.